# 楢原啓之
楢原 啓之（ならはら ひろゆき、1964年12月17日 - ）は、広島県三原市出身の医師。
1983年大阪大学医学部に入学。1990年卒業、同年大阪大学第二内科研修医。1991年市立芦屋病院内科勤務。1993年から12年間大阪府立成人病センター消化器内科勤務。2005年から広島大学臨床腫瘍学教授。2007年からがんプロフェッショナル養成プラン教育コーディネーター。がん治療学教授として医学部・大学院生の教育指導を行う。2011年から兵庫県立西宮病院勤務。腫瘍内科医としてほぼ毎日外来診察をしている。専門分野：消化器癌・軟部肉腫の化学療法。第7回日本肉腫学会年次学術集会会長。日本胃癌学会西記念賞受賞。
| スタブアイコン | サブスタブ | この項目は、まだ閲覧者の調べものの参照としては役立たない、人物に関連した書きかけの項目です。この項目を加筆・訂正などしてくださる協力者を求めています（P:人物伝/PJ:人物伝）。 |